# Viaduc sur l'Yonne
Le viaduc sur l'Yonne est double viaduc autoroutier de 579 mètres de longueur permettant à l'autoroute française A19 de franchir l'Yonne à l'ouest de Sens dans le département de l'Yonne en France.